# Крістіна Йову
Крістіна Йову  (рум. Cristina Iovu, 8 листопада 1992) — молдавська важкоатлетка. Чемпіонка Європи 2012 року.

## Виступи на Олімпіадах
| Олімпіада   | вагова категорія | Місце                     |
| ----------- | ---------------- | ------------------------- |
| Лондон 2012 | до 53 кг         | ( Бронза) дискваліфікація |

У серпні 2015 року розпочалися повторні аналізи на виявлення допінгу зі збережених зразків з Олімпійських ігор у Пекіні 2008 року та Лондоні 2012 року.
Перевірка зразків Крістіни Йову з Лондона 2012 року призвела до позитивного результату на заборонену речовину — дегідрохлорметилтестостерон (туринабол). Рішенням дисциплінарної комісії Міжнародного олімпійського комітету від 27 жовтня 2016 року в числі інших 8 спортсменів вона була дискваліфікована з Олімпійських ігор в Лондоні 2012 року і позбавлена бронзової олімпійської медалі.